# Роберт Кольдевей
Роберт Кольдевей (нім. Johannes Gustav Eduard Robert Koldewey; 10 вересня 1855, Бланкенбург — 4 лютого 1925, Берлін) — німецький археолог, архітектор і викладач. Відомий глибокими дослідженнями руїн давнього Вавилону, відкриттям залишків зикурату Етеменанкі (прообразу міфологічної Вавилонської вежі), висячих садів Семіраміди та брами Іштар.

## Життєпис
Роберт Кольдевей народився 10 вересня 1855 року в місті Бланкенбург, герцогства Брауншвейг (у теперішньому районі Гарц, земля Саксонія-Ангальт), у сім'ї Германа Кольдевея, митника за професією, та Доріс Кольдевей (уродженої Купфер). Його дядько, Карл Кольдевей (1837—1908), був полярним дослідником і директором Адміралтейства в Гамбургу. Шкільну освіту майбутній археолог отримував у брауншвейзькій гімназії, а після переїзду родини в Альтону (1869) — у гамбурзькій християнській гімназії, яку він закінчив у 1875 році. Вищу освіту здобував у Берліні, Мюнхені та Відні, вивчаючи архітектуру, археологію та історію мистецтва. По закінченні освіти, у 1887—1897 роках він працював викладачем в архітектурному училищі в Герлітці.

## Перші дослідження
Ще в молоді роки, щоб якнайдешевше ознайомитись із пам'ятками Стародавньої Греції, Кольдевей разом із двома американськими товаришами здійснив морську мандрівку Егейським Морем. 1882 року, як співробітник експедиції американського археолога Френсіса Генрі Бекона, він брав участь у розкопках поселення Ассос у західній Туреччині. Ця робота привернула до нього увагу Німецького Археологічного Інституту, який запросив його до археологічних експедицій на Лесбос (1885), а згодом і у Месопотамію. З 1892 по 1894 роки Кольдевей мандрує південною Італією та Сицилією, роблячи виміри та замальовки античних храмів. У 1894 році, за його дослідження, Фрайбурзький університет нагороджує Роберта Кольдевея званням почесного доктора наук.